# Sicyopterus ouwensi
Sicyopterus ouwensi är en fiskart som beskrevs av Weber, 1913. Sicyopterus ouwensi ingår i släktet Sicyopterus och familjen smörbultsfiskar. IUCN kategoriserar arten globalt som otillräckligt studerad. Inga underarter finns listade i Catalogue of Life.